# (1853) McElroy
(1853) McElroy es un asteroide que forma parte del cinturón de asteroides y fue descubierto el 15 de diciembre de 1957 por el equipo del Indiana Asteroid Program de la universidad de Indiana desde el observatorio Goethe Link de Brooklyn, Estados Unidos.

## Designación y nombre
McElroy recibió inicialmente la designación de 1957 XE.
Posteriormente se nombró en honor del bioquímico estadounidense William D. McElroy (1917-1999).

## Características orbitales
McElroy está situado a una distancia media del Sol de 3,065 ua, pudiendo acercarse hasta 2,911 ua y alejarse hasta 3,219 ua. Su excentricidad es 0,05023 y la inclinación orbital 15,76°. Emplea 1960 días en completar una órbita alrededor del Sol.